# 渋谷町 (東京府)
渋谷町（しぶやまち、旧字体：澁谷町）は、かつての東京府豊多摩郡にあった町である。
上渋谷村、中渋谷村、下渋谷村として存在していた3村が、1889年（明治22年）の町村制施行により南豊島郡渋谷村として成立した。1909年（明治42年）には渋谷町に昇格したが、1932年（昭和7年）になると東京市に編入されて消滅、渋谷区の一部となった。

## 歴史
渋谷川（穏田川）と宇田川が合流する現在の渋谷駅周辺は谷状の地形となっており、古来より「渋谷」と呼ばれていた。

### 前史
渋谷氏の祖・河崎基家が前九年の役（11世紀）の功労により源頼義から下賜された地領が、しばらくして武蔵国豊嶋郡渋谷郷と呼ばれるようになった。
中世になると 鎌倉街道が渋谷郷を貫通し、渋谷氏が渋谷城を築いた。江戸時代の寛文年間（17世紀）、渋谷村は、「上渋谷村」、「中渋谷村」、「下渋谷村」の3村となった。

### 明治維新後
江戸時代までに現在の渋谷区の区域にあった町村は、1868年（慶應4年）、先ずは同年に任命された武蔵知県事・松村長為の管轄とされた。
1870年（明治2年）、下渋谷村と中渋谷村は東京府豊島郡（豊嶋郡）、上渋谷村は品川県豊島郡に所属することとなった。2年後の1872年（明治4年）、品川県の廃止に伴い、上渋谷村も東京府豊島郡に編入された。
1879年（明治11年）、郡区町村編制法の施行に伴って豊島郡は南豊島郡と北豊島郡に分割され、上渋谷村、中渋谷村、下渋谷村の渋谷3村は、いずれも南豊島郡に属することとなった。
- 1870年頃、薩摩藩島津家、渋谷川左岸にあった領地を皇室に献上し、「皇室御料牧場」が設けられる。渋谷では牧場勤外国人に師事し、食肉・搾乳牛飼育を業とする村民が現われた。
- 1882年（明治15年）、 東京英和学校（のちの青山学院）が開拓使農事試験場第二官園跡地[1] である現在地に移転。
- 1885年（明治18年） には日本鉄道品川線（後の山手線）が開通し、渋谷駅が開業した。

また、中渋谷村は1874年（明治7年）中豊沢村を編入、上渋谷村は1879年（明治12年）上豊沢村を編入、下渋谷村も同じ年、下豊沢村を編入している。

### 渋谷村の成立
1889年（明治22年）、町村制が施行され、それまでの南豊島郡上渋谷村、中渋谷村、下渋谷村の渋谷3村に、赤坂区の渋谷宮益町と渋谷神原町、青山北町七丁目と青山南町七丁目、麻布区の麻布広尾町の区域をそれぞれ加え、南豊島郡 渋谷村が成立した。
7年後の1896年（明治29年）、南豊島郡は東多摩郡と合併して豊多摩郡となったことから、渋谷村も豊多摩郡 渋谷村に代わった。
- 1898年（明治31年） 大日本農会附属私立東京農学校（のちの東京農業大学）が常磐松御料地に移転。
- 1901年（明治34年） 恵比寿停車場がビール出荷専用の貨物駅として開設[2]。
- 1902年（明治35年） 実践女学校および女子工芸学校が常磐松御料地に移転。
- 1906年（明治39年） 山手線恵比寿駅が、上述1901年開設の貨物駅の渋谷寄りの場所で旅客取り扱い開始[2]。
- 1907年（明治40年） 玉電道玄坂上〜三軒茶屋間開業。同年8月11日渋谷駅前まで乗り入れ。

### 渋谷町の成立
- 1909年（明治42年） 元日に渋谷村は町制を施行、豊多摩郡 渋谷町に昇格した。
- 1911年（明治44年） 東京市街鉄道（後の都電）が中渋谷まで延伸。（1923年終点を渋谷駅西口に移転。）
- 1913年（大正02年） 円山町に三業地が形成される。戦後の高度成長期まで花街として繁栄する。1964年東京オリンピック後から現在のようなラブホテル街へと変化していく。
- 1916年（大正05年） 常磐松女学校が常磐松御料地に設立。
- 1923年（大正12年） 皇典講究所および國學院大學が氷川裏御料地に移転。
- 1924年（大正13年）
  - 箱根土地が中川久任伯爵邸跡地を「百軒店」と名付け、商業地として分譲。関東大震災で被害をうけた下町の店が百軒店に移転する。
- 1925年（大正14年）
  - 渋谷駅から毎日通勤していた忠犬ハチ公[注釈 1]の飼い主である渋谷町在住の東京帝国大学教授・上野英三郎が亡くなる。
- 1927年（昭和2年） 東横線渋谷駅・代官山駅が開業。
- 1928年（昭和3年） 従来の大字・小字を改廃して、66町（大字）が新設される。
- 1928年（昭和3年） 箱根土地が南平台町の西郷従道侯爵邸跡地を西郷山と名付けて分譲。
- 1929年（昭和4年） 〜1931年（昭和6年） 渋谷川の改修工事が行なわれる。
- 1932年（昭和7年） 東京市に編入され、渋谷町及び同時に編入された千駄ヶ谷町、代々幡町の区域をもって渋谷区となる。[3][4]

## 人口
- 1920年　 80,799
- 1925年　 99,022
- 1930年　102,056

## 渋谷町の字名
渋谷町では1928年（昭和3年）、それまでの大字・小字を廃止して66町（大字）を新設した。そのため、その前後では町内の字名（あざめい）が大きく異なる。
改編後の町名はいずれも正式には大字であり、それらは1932年（昭和7年）の渋谷区成立後、そのまま新設の町として引き継がれた。

### 改編前
- 大字青山北町七丁目
- 大字青山南町七丁目
- 大字宮益町[注釈 2]
- 大字麻布広尾町
- 大字渋谷上広尾町
- 大字渋谷下広尾町
- 大字渋谷広尾町
- 大字渋谷神原町
- 大字上渋谷
  - 字竹ノ下・大原・渋谷・前耕地・町裏・豊沢・宇田川
- 大字中渋谷
  - 字大和田下・堀ノ内・並木・並木前・長谷戸・大和田・鉢山・南平台・豊沢・神泉谷・大山・神山・道玄坂・大向・深町
- 大字下渋谷
  - 字猿楽・代官山・長谷戸・鎗ヶ崎・広尾向・向山・欠塚・伊達跡・伊達前・広尾耕地・豊沢・町田・新地・笄開谷・豊分・羽沢・居村・四反町・田子免・伊藤前・氷川裏・常磐松・伊勢山

### 改編後
- 竹下町
- 神園町
- 神南町
- 神宮通
- 北谷町
- 宇田川町
- 大向通
- 神山町
- 松濤町
- 大山町
- 栄通
- 神泉町
- 円山町
- 上通
- 宮下町
- 美竹町
- 青葉町
- 緑岡町
- 八幡通
- 金王町
- 並木町
- 大和田町
- 南平台町
- 桜ガ丘町
- 鶯谷町
- 鉢山町
- 猿楽町
- 代官山町
- 衆楽町
- 公会堂通
- 長谷戸町
- 田毎町
- 丹後町
- 中通
- 常磐松町
- 若木町
- 氷川町
- 上智町
- 永住町
- 羽沢町
- 豊分町
- 宮代町
- 元広尾町
- 下通
- 豊沢町
- 新橋町
- 恵比寿通
- 伊達町
- 景丘町
- 山下町
- 向山町
- 原町

## 教育機関
- 國學院大學
- 東京農業大学
- 青山学院
- 帝国婦人協会実践女学校
- 東京府立第一商業学校
- 東京女子音楽学校
- 東京女学館
- 常盤松高等女学校
- 日本赤十字社産院附属産婆養成所
- 高橋洋裁女学校
- 青山裁縫女学校
- 帝都商業学校
- 渋谷実業補習学校
- 臨川実業補習学校
- 渋谷青年訓練所
- 猿楽青年訓練所
- 臨川青年訓練所
- 常盤松青年訓練所
- 長谷戸尋常夜学校
- 渋谷尋常高等小学校
- 猿楽尋常高等小学校
- 臨川尋常高等小学校
- 大和田尋常小学校
- 長谷戸尋常小学校
- 広尾尋常小学校
- 大向尋常小学校
- 加計塚尋常小学校
- 常磐松尋常小学校

## 出身・ゆかりのある人物
- 朝倉徳次郎（米屋、地主）
- 朝倉虎治郎（政治家、東京府会議長・渋谷区議会議長）
- 栗島すみ子（女優）
- 今井正（映画監督）
- 上野英三郎（農学博士、東京帝国大学教授） - 忠犬ハチ公の飼い主。三重県出身で住所が渋谷町大字中渋谷。
- 内田元亨（通産省技官官僚）
- 及川道子（女優）
- 押本七之輔（映画監督）
- 加藤秀俊（評論家、社会学者）
- 川部修詩（俳優、脚本家、映画評論家、雑誌編集者）
- 三枝源次郎（映画監督）
- 志村正雄（アメリカ文学者）
- 勝田龍夫（銀行家、旧日債銀会長）
- 田川飛旅子（俳人、工学者）
- 田中遜（伯爵、田中光顕次代）
- 頭山満（アジア主義者、玄洋社） - 常盤松に邸宅があった。
- 土岐章（子爵、旧沼田藩主家）
- 徳大寺実厚（公爵、侍従）
- 長井長義（薬学者、日本薬学会初代会頭） - 現在の渋谷2丁目の日本薬学会長井記念館界隈一帯が居住地であった。
- 橋立孝一郎（実業家、キデイランド創業者）
- 増田與一（増田屋麦粉店代表社員）
- 宮田光雄（内務官僚）
- 森赫子（女優、作家）
- 山田忠三郎（陸軍中将。墓所は吸江寺）
- 山室軍平（救世軍日本軍国司令官）